# DC Liga de Supermascotas
DC Liga de Supermascotas (en inglés: DC League of Super-Pets) es una película de animación 3D de comedia y ciencia ficción estadounidense de 2022 dirigida por Jated Stern y protagonizada por Dwayne Johnson. La historia sigue a Krypto, la mascota de Superman y cuatro animales que harán equipo con él para vencer a Lex Luthor y liberar a la Liga de la Justicia. Esta es la décima película de Warner Animation Group.
DC Liga de Supermascotas fue estrenada en Estados Unidos el 29 de julio de 2022, por Warner Bros. Pictures.

## Premisa
Cuándo la Liga de la Justicia es capturada por una conejillo de indias poderosa de Lex Luthor, el perro de Superman, Krypto, forma un equipo de mascotas de refugio a las que se les dieron superpoderes: Un perro con una fuerza sobrenatural llamado Ace, una cerda llamada P.B., que puede crecer a medidas gigantes, una tortuga llamada Merton, que se vuelve extremadamente rápido, y una ardilla llamada Chip, que obtiene poderes eléctricos.

## Argumento
Durante la destrucción del planeta Krypton, un Labrador Retriever kryptoniano consuela a su compañero sobreviviente infantil Kal-El mientras se dirigen en una cápsula de escape hacia la Tierra. Años más tarde, ahora conocidos como los famosos superhéroes Krypto y Superman, viven en la ciudad de Metropolis atendiendo sus asuntos de superhéroes juntos mientras están bajo sus identidades duales Bark y Clark Kent. Clark es reportero y periodista del Daily Planet, una empresa de periódicos, y sale con Lois Lane, una colega periodista de quien Krypto está celoso al enterarse de la relación creyendo que es solamente una compañera del periodismo. Pensando que Krypto necesita un amigo para distraerlo, Clark se dirige a un refugio de animales para encontrar uno para él. Un Boxer llamado Ace intenta escapar del refugio para luego rescatar a sus compañeros P.B., una cerdo potbellied; Merton, una tortuga miope; Chip, una ardilla y Lulu, una conejillo de indias sujeta de prueba. Más tarde, Superman y Krypto detectan a su archienemigo, el CEO de Lexcorp Lex Luthor junto con su asistente Mercy Graves, tambaleándose en un meteorito atado con kryptonita naranja con un haz de tractores, con la intención de ganar superpotencias. Es fácilmente derrotado ya que los dos son ayudados por la Liga de la Justicia y la kriptonita naranja no le dio ningún superpoder.
Mientras tanto, Lulu, logra tambalearse en un trozo de kryptonita naranja con su propio rayo de tractor, lo que le da vuelo y telequinesis, dando a entender que la kryptonita naranja no funciona en humanos, pero sí en mascotas, (después de contar un relato de pasado que vivía feliz con su dueño en Lexcorp hasta que un día, Superman viene a detenerlo y Krypto la lleva al refugio). Se va del refugio abandonando a los otros y solo se lleva a una gatita llamada Whiskers, y sin enterarse todos los demás en el refugio también obtiene superpoderes: P.B. puede cambiarse de tamaño; Ace ahora es súper fuerte e indestructible; Merton se vuelve súper rápida; y Chip tiene electrokinesis y logran escapar del refugio mientras se está incendiando gracias a Lulu. Mientras están en casa, Superman y Krypto tienen una discusión cuando Superman planea proponer el matrimonio con Lois. Sin embargo, Clark es capturado por Lulu. Krypto intenta salvarlo, pero debido a un pedazo de kryptonita verde dentro de un queso Jarlsberg dentro de un juguete Batman que comió, pierde sus poderes. Más tarde, Krypto se encuentra con las mascotas de refugio que aceptan ayudarlo, con Ace solo de acuerdo después de que Krypto lo chantajea.
A la mañana siguiente, Lulu recluta a un grupo de conejillos de indias ya con superpoderes gracias la kriptonita naranja de Lulu, capturan la Liga de la Justicia y se dirigen a Stryker's Island para liberar a Luthor. Las mascotas de refugio intentan detenerla pero fallan miserablemente. Se reagrupan en el Salón de la Justicia, donde Ace le dice a un Krypto frustrado que solía ser el cachorro de una familia con una niña pequeña. Un día, la niña casi cayó por las escaleras cuando Ace le mordió el brazo y la llevó lejos de ellas. Al ver las marcas de mordeduras, los padres creyeron que Ace la atacó y lo enviaron al refugio. Sin embargo, Ace respalda sus acciones e ideales. Gracias al sermoneo de Ace, Krypo se entera de que Lulu va a liberar a Luthor y ya alentado, él y las mascotas van a la isla. Mientras esté allí, la gatita Whiskers, cuyo poder le permite crear armas y explosivos a voluntad, trata de matarlos. El equipo trabaja en conjunto y la vencen después de que Krypto persuada a P.B. y a Chip y le da a Merton anteojos, para luego dirigirse a la isla de Stryker para tratar de detener a Lulu. Una vez allí, las mascotas de refugio se enfrentan a Lulu, pero se colocan en las celdas de la prisión cuando ella amenaza con aplastar a Krypto. Lulu libera a Luthor, pero éste la traiciona y la encierra en su celda. Ella estalla fácilmente y después de que Mark y Keith (conejillos de indias de fuego y hielo, respectivamente) la liberan, decide destruir la Liga de la Justicia y al propio Luthor.
La kryptonita finalmente se pasó por el sistema de Krypto, restaurando sus poderes. Temiendo por su seguridad, le pide a sus amigos que se mantengan fuera de peligro y se dirige a Lexcorp. Derrota a los conejillos de indias mientras Lulu captura a Luthor y activa la secuencia de lanzamiento en un cohete desde el edificio (después de ver que Mark y Keith están siendo indecisos y decide torturalos). Esto obliga a Krypto a elegir entre la Liga de la Justicia o Lois, que se encuentra en un helicóptero cercano. Decide salvar a Lois mientras sus amigos ayudan a la liga. Enfurecida, Lulu pone la kriptonita naranja en su cerebro, convirtiéndose en una versión de tamaño Kaijū en sí misma. La Liga de la Justicia y las mascotas se unen para detenerla, pero sus esfuerzos fueron en vano ya que se ha vuelto demasiado poderosa, Krypto decide usar el "Punch Solar Paw" ("El Golpatazo Solar" en español), un movimiento que puede derrotar a cualquier supervillano imposible de vencer pero que a la vez matará al usuario. El ataque elimina la kriptonita del cerebro de Lulu. Acepta su destino, pero Ace usa su invulnerabilidad para salvarlo. Mientras, los secuases de Lulu, ya redimidos, la encierran en un puesto de perros calientes.
Después, Krypto le permite a Clark casarse con Lois y éste le pide perdón y lo acepta, y las mascotas de refugio, son adoptadas por el resto de la Liga de la Justicia, incluso Keith (ahora es un conejillo de indias de agua a causa de la tortura) y Mark (ya devuelto sus poderes de fuego) son adoptados por Aquaman y Cyborg, respectivamente. Algún tiempo después, las 7 mascotas han formado su propio equipo de superhéroes llamado la Liga de Super mascotas.
En una escena a la mitad de los créditos, Luthor seguía encerrado en su lugar de la prisión especial y Mercy libera a Lulu, la ofrece a adoptarla y ésta la acepta, para finalmente escapar en una armadura de Lexcorp (dando a entender que Mercy se la robó). En una escena posterior a los créditos, Krypto y Superman se encuentran con Black Adam y su perro Anubis, donde este le explica a Krypto lo que es ser un antihéroe, y Krypto los engaña para que vuelen a Plutón.

## Reparto de voz

### Versión Original (Inglés)
- Dwayne Johnson como:
  - Krypto el Superperro, un labrador retriever kryptoniano y el perro de Superman.
  - Anubis, la mascota de Black Adam, Basenji, que odia cuando la gente se refiere a su dueño como algo más que un antihéroe.
  -  Teth-Adam / Black Adam, un antihéroe que aparece en los créditos posteriores a la fin. Como referencia a su papel en el DC Extended Universe.
- Kevin Hart como Ace, un perro bóxer quién adquiere los poderes de superfuerza e invulnerabilidad al tener contacto con la Kryptonita Naranja.[5][6] Más tarde se convierte en el perro de Batman.
- Vanessa Bayer como P.B., una cerda quién adquiere el poder de crecer en escala después de entrar en contacto con la Kryptonita Naranja.[5][6] Más tarde se convierte en la mascota de Wonder Woman.
- Natasha Lyonne como Merton, una tortuga con mala vista que gana súper velocidad después de entrar en contacto con la Kryptonita Naranja.[5][6] Más tarde se convierte en la mascota de Flash.
- Kate McKinnon como Lulú, una malvada conejilla de indias sin pelo que gana vuelo y telequinesis a través de la Kryptonita Naranja. Más tarde se convierte en la mascota de Mercy Graves.
- Diego Luna como Chip, una ardilla roja quién adquiere poderes eléctricos después de entrar en contacto con la Kryptonita Naranja.[5][6] Más tarde se convierte en la mascota de Linterna Verde (Jessica Cruz).
- John Krasinski como Clark Kent/Superman, un superhéroe de Krypton quién protege a Metrópolis y es el dueño de Krypto.[7]
- Olivia Wilde como Lois Lane, reportera del Daily Planet y novia de Clark/Superman.
- Marc Maron como Lex Luthor, el CEO de LexCorp y el archienemigo de Superman.
- Keanu Reeves como Bruce Wayne/Batman, un superhéroe vigilante que protege Gotham City. Más tarde se convierte en el dueño de Ace.
- Thomas Middleditch como Keith, un conejillo de indias blanco que fue reclutado por Lulu, quien estaba facultado por Kryptonita Naranja, donde posee crioquinesis (más tarde hidroquinesis después de que Lulu lo aplasta contra Mark). Más tarde se convierte en la mascota de Aquaman y se une al equipo.
- Ben Schwartz como Mark, un conejillo de indias marrón que también fue reclutado por Lulu, quien estaba facultado por Kryptonita Naranja, donde posee piroquinesis. Más tarde se convierte en la mascota de Cyborg y se une al equipo.

Adicionalmente, Thomas Middleditch, Ben Schwartz, Keanu Reeves y Jameela Jamil han sido elegidos para papeles no revelados. La Liga de la Justicia (compuesta de Superman, 
Diana Prince/Mujer Maravilla, Aquaman, Victor Stone/Cyborg, Jessica Cruz/Linterna Verde, Flash y Bruce Wayne/Batman) también aparecen. Dwayne Johnson también proporciona la voz del antihéroe Black Adam y su perro Anubis en una de las escenas poscréditos.

### Versión doblada (Castellano)
- Miquel Fernández como Krypto, el súper perro.
- Juan Antonio Soler como Ace, el Bati-sabueso.
- Belén Rodríguez como Lulu.
- Nano Castro como Superman.
- Andrea Villaverde como CV.
- Begoña Hernando como Merton.
- Damián Mollá como Chip.
- Pablo Irles como Lex Luthor.
- Claudio Serrano como Batman.
- Nacho Natcher Gil Condesa como Mark.
- Gotzon como Keith.
- Silvia Sarmentera como Lois Lane.
- Laura Martínez García como Wonder Woman.
- Jesús Rodríguez Jiménez como Aquaman.
- Daniel Morales como Flash.
- Jon Samaniego como Cyborg.
- Esther Lago como Green Lantern
- Cristina López como Mercy Graves.
- Enrique Pérez-Rioja como Dog-El.
- Kenny Roldán como Jor-El.
- Sandra Villa como Lara.
- Marina Céspedes como Patty.
- José Javier Acera como Carl.
- David Martín de la Fuente como Piloto.
- Julián Rodríguez como Corgi.
- Lucía Pérez como Whiskers.
- César Martín como Waffles.
- Marta Górriz como Footy Dog.
- Jordi Boixaderas como Anubis y Black Adam.

## Producción

### Desarrollo
En julio de 2018, Jared Stern fue contratado para escribir y dirigir una película animada sobre DC Legión de Super-Mascotas. En enero de 2019, se anunció que Sam Levine serviría como codirector con Stern, y que Patricia Hicks había firmado como productora.
En mayo de 2021, se anunció que Dwayne Johnson protagonizará como la voz de Krypto el Superdog, con otros actores de lista A en negociaciones para coprotagonizar. Además de protagonizar en la película, él, junto a Dany Garcia, Hiram Garcia, y Stern se unirán a Hicks como productores; mientras que John Requa, Glenn Ficarra y Nicholas Stoller se dispusieron a servir como productores ejecutivos.
En junio de 2021, se anunciaron miembros adicionales del elenco, con Kevin Hart protagonizando como la voz de Ace the Bat-Hound en la película. Además, Kate McKinnon, John Krasinski, Vanessa Bayer, Natasha Lyonne, Diego Luna y Keanu Reeves fueron elegidos para papeles no revelados. La semana siguiente, Jameela Jamil se unió a la película. Para septiembre de 2021, Marc Maron se había unido al reparto como la voz de Lex Luthor. Para noviembre del mismo año, se reveló que los roles adicionales eran: Chip, la ardilla de la linterna Verde (Luna); Merton, La tortuga de El Centellear (Lyonne); PB, el cerdo de Mujer Maravilla (Bayer), Superman (Krasinski) y nuevas adiciones, Thomas Middleditch y Ben Schwartz.

### Animación
La animación será proporcionada por Lógica Animal.

## Estreno
En enero de 2019, la película estuvo planificada para estrenarse el 21 de mayo de 2021. La fecha de estreno se retrasó más tarde hasta el 20 de mayo de 2022, a favor de The Matrix Resurrections, otra película que protagoniza Reeves. Se volvió a retrasar hasta el 29 de julio de 2022. Se agregó en HBO Max el 26 de septiembre de 2022.

## Recepción
En el sitio de reseñas Rotten Tomatoes, la crítica especializada cita a la película como "una diversión más que satisfactoria para las familias en busca de diversión a cuatro patas.", dando una calificación agregada del 73% basada en 148 reseñas. La sección de críticas de la audiencia concluye que la película es "un lindo y colorido buen momento para los niños mayores y sus padres", clasificándola con un 88%.

## Videojuego
Un videojuego basado en la película titulado DC Liga de Supermascotas: Las Aventuras de Krypto y Ace estuvo anunciado durante DC FanDome, se lanzó el 15 de julio de 2022.